# Sidonie Panache
Pour plus de détails, voir Fiche technique et Distribution.
Sidonie Panache est un film français de Henry Wulschleger, sorti en 1934.

## Fiche technique
- Titre français : Sidonie Panache
- Réalisation : Henry Wulschleger
- Scénario : Félix Celval et Henri Jeanson d'après l'opérette éponyme d'Albert Willemetz et André Mouezy-Eon (1930)
- Photographie : Georges Benoît et Scarciafico Hugo
- Montage : Maurice Serein
- Musique : Joseph Szulc
- Direction artistique :  Marcel Magniez
- Décors et costumes : André Barsacq
- Pays de production :  France
- Format : Noir et blanc — 35 mm — 1,37:1 — Son : Mono
- Genre : Comédie
- Durée : 120 minutes
- Date de sortie : 
  - France : 19 octobre 1934

## Distribution
- Florelle : Sidonie Panache
- Bach : Chabichou
- Alexandre Mihalesco : Salomon
- Antonin Artaud : Abd-el-Kader
- Paul Clerget : le maréchal Bugeaud
- Jean-Louis Allibert : le duc d'Aumale
- Hugues de Bagratide : le cheik Mahmoud
- Germaine Sablon : Séraphine
- Monique Bert : Rosalie
- Paul Azaïs : Bourrache
- René Dary : des Ormeaux
- Charles Montel : Augustin
- Madeleine Guitty : la femme d'Augustin
- Marcelle Lucas : une grisette
- Marthe Mussine : une grisette
- Pierre Feuillère : Tiburce
- Yvonne Yma
- Janine Guise